# Cerkiew św. Mikołaja w Milejczycach
Cerkiew św. Mikołaja – prawosławna cerkiew cmentarna w Milejczycach. Należy do parafii św. Barbary w Milejczycach, w dekanacie Kleszczele diecezji warszawsko-bielskiej Polskiego Autokefalicznego Kościoła Prawosławnego.

## Historia
Cerkiew prawosławna pod tym wezwaniem funkcjonowała w Milejczycach w XVI w., pierwsza wzmianka o niej pochodzi z 1566. Kolejna budowla sakralna na terenie milejczyckiego cmentarza została najprawdopodobniej wzniesiona w 1820. Była to już wówczas cerkiew unicka; parafia św. Barbary w Milejczycach przyjęła bowiem unię około połowy XVII w., podobnie jak inne prawosławne placówki duszpasterskie w regionie. Po sześćdziesięciu siedmiu latach obiekt rozebrano, a dziesięć lat później sprzedano materiał budowlany do Zubacz, gdzie wzniesiono z niego nową cerkiew, czynną do ok. 1970. W tym samym czasie (ok. 1890) na cmentarzu w Milejczycach wzniesiono kolejną świątynię prawosławną. Cerkiew wpisano do rejestru zabytków 26 marca 1980 pod nr 496.

## Architektura

### Bryła budynku
Jest to drewniany budynek na podmurówce, o konstrukcji zrębowej na planie prostokąta. Cerkiew jest szalowana, orientowana, salowa z dwuspadowym dachem krytym eternitem.

### Wyposażenie wnętrza
Cerkiew podzielona jest na nawę i prezbiterium, oddzielone od siebie bezstylowym ikonostasem skonstruowanym z elementów z różnych okresów. Z I połowy wieku XIX pochodzą ikony św. Włodzimierza, Matki Boskiej z Dzieciątkiem i Ostatniej Wieczerzy. Starsze są królewskie wrota, datowane na I połowę wieku XVIII, wykonane w stylu barokowym, z wizerunkami Ewangelistów, sceną Zwiastowania i motywem ozdobnym liści akantu, zaś na listwie – ornamentem kampanulowym. Na wyposażeniu cerkwi pozostaje również zespół XVIII-wiecznych ikon unickich, które według niektórych źródeł wchodziły niegdyś w skład ikonostasu. Są to całopostaciowe wizerunki apostołów Piotra, Jana, Bartłomieja i Jakuba oraz św. Mateusza i św. Pawła, wszystkie o wymiarach ok. 147,6 cm na 64,2 cm. Każdy ze świętych ukazany został w półkolistej arkadzie, zaś obrazy powstały przy zastosowaniu zachodnich technik malarskich, nie zaś warstwową metodą pisania ikon. Wizerunki świętych Bartłomieja, Mateusza, Jakuba i Pawła były w II połowie XIX w. przemalowywane. W latach 80. XX wieku poddano je konserwacji. Znacznie młodsze są dwie boczne ikony św. Jerzego i św. Mikołaja, napisane w 1896 przez Fiodora Pajewskiego.